# Денисенко Юрій Дмитрович
Юрій Дмитрович Денисенко — інженер-архітектор, громадський діяч. Живе в Австралії.
Народився 10.7.1928 у Варшаві від батьків-політичних емігрантів: Дмитра Денисенка-Зубченка — майора Армії УНР, учасника обох Зимових Походів і героя Залізного Хреста, та Ніни — балетмейстрині, інструкторки школи Василя Авраменка. Брат Леоніда Денисенка.

## Еміграція
Закінчив матуру в українській гімназії в Діллінґені, Німеччина. До Австралії емігрував 1949 р. і поселився в Сіднеї. Згодом вчився в Лондоні (1953—1954), де одержав диплом інженер конструкції і шляхів. В 1989 р. в Університеті Сомерсет, Англія, здобув ступінь магістра архітектури. Студіював також у духовній семінарії в Баунд-Бруку, США (1986—1989).
В Сіднеї вчив мистецтва і архітектури у різних установах (1957—1963), вів власну школу малярства і скульптури разом з братом Леонідом у Параматті (1959—1963), працював у кількох приватних і державних будівельних фірмах.

## Творчість

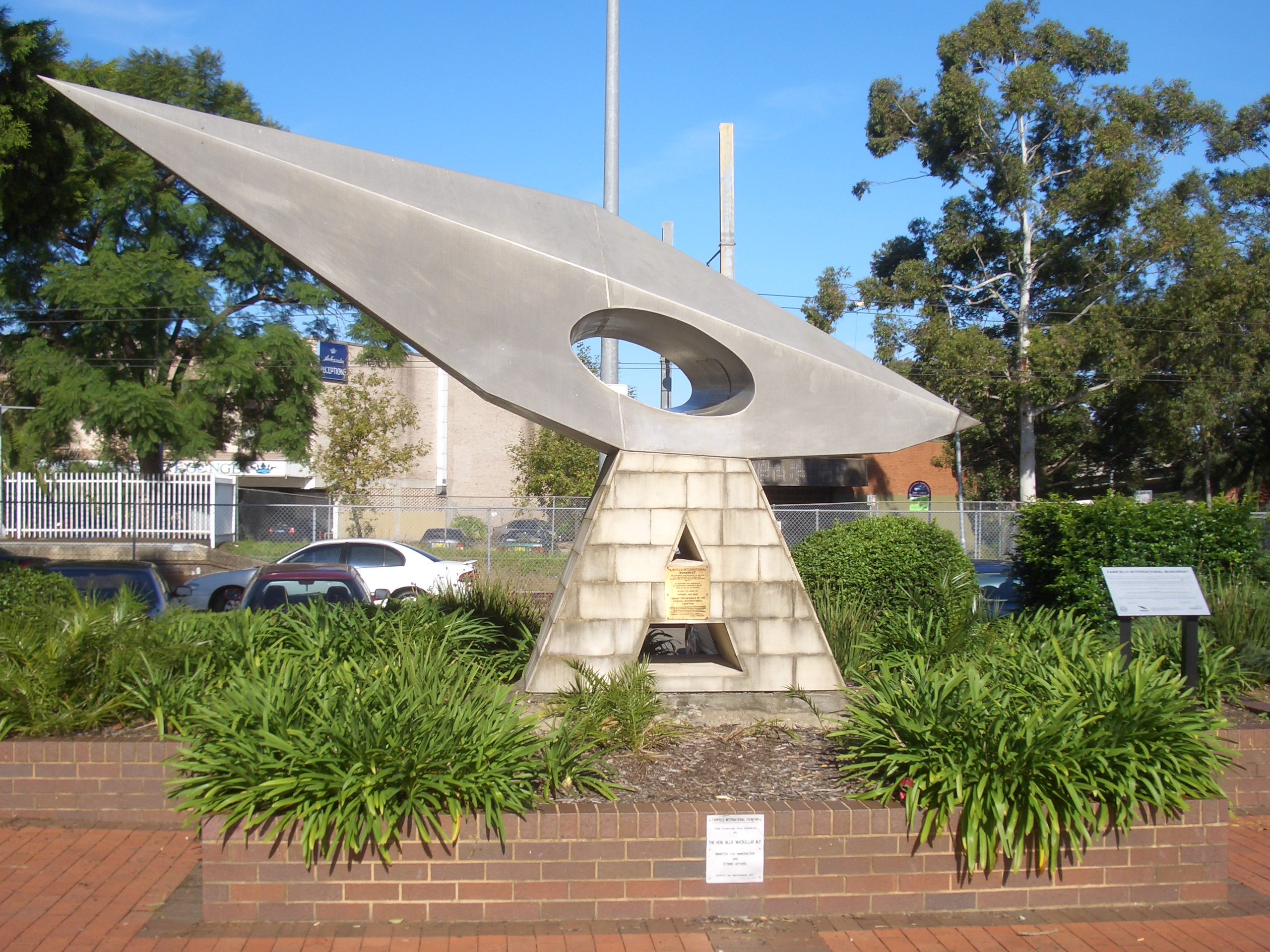
Міжнародний пам'ятник святкування багатонаціонального співтовариства у Ферфільді, округ в Західному Сіднеї. Дизайн Леоніда і Юрія Денисенка.

Автор низки архітектурних та скульптурних проєктів, у тому числі:
- Український Православний Центр-Пам'ятник 1000-ліття Хрещення України-Руси в Канберрі
- сільськогосподарський коледж на острові Тонґа
- пам'ятника емігрантами у Ферфільді, округ Сіднея.

## Громадське діяльність
Активний в українському громадському житті; понад 8 років був головою Союз Українських Організацій в Австралії (СУОА) — 1977—1984 рр., член Президії СКВУ. Співзасновник і член управи Товариства Українських Інженерів в Австралії, довголітний танцівник та адміністратор Українського Народного Балету «Дніпро» в Сіднеї. Отаман паланки Українське Вільне Козацтво в Австралії (1979-92). Діяльний у Пласті. З 1986 р. працює у власній студії в Вайонґу (Wyong), НПВ,Австралії.